# Van Halen (familienaam)
Van Halen is een van oorsprong Nederlandstalige familienaam. Naamdragers zijn mogelijk vernoemd naar de Nederlandse plaatsen Halen (thans Hoog- en Laaghalen) of Haelen, of de Belgische stad Halen.
In Nederland kwam de naam in 2007 527 keer voor, in België in 2008 4 keer als van Halen en 14 keer als Van Halen, in Suriname in 2014 19 keer en in de Verenigde Staten en Australië in 2014 18 keer. In Duitsland komt de naam niet voor.

## Bekende personen
Enkele bekende naamdragers zijn:
- Alex Van Halen (1953), een Nederlands-Amerikaans drummer, bekend van de rockband Van Halen
- Eddie Van Halen (1955–2020), een Nederlands-Amerikaans gitarist, bekend van de rockband Van Halen
- Juan Van Halen (1788–1864), een Spaans soldaat
- Wolfgang Van Halen (1991), een Amerikaans multi-instrumentalist, bekend van de rockband Van Halen